# Tüzes topázkolibri
A tüzes topázkolibri (Topaza pyra) a madarak osztályának sarlósfecske-alakúak (Apodiformes) rendjébe, ezen belül a kolibrifélék (Trochilidae) családjába tartozó  faj.

## Rendszerezése
A fajt John Gould angol ornitológus írta le 1846-ban, a Trochilus nembe Trochilus (Topaza) pyra néven.

## Alfajai
- Topaza pyra amaruni Hu, Joseph & Agro, 2000
- Topaza pyra pyra (Gould, 1846)[2]

## Előfordulása
Dél-Amerikában, Brazília, Kolumbia, Peru, Venezuela és Ecuador területén honos. Természetes élőhelyei a szubtrópusi vagy trópusi síkvidéki esőerdők. Állandó, nem vonuló faj.

## Megjelenése
A hím testhossza 21–23 centiméter (ebbe benne van a 2,2 centiméteres csőre és a 9–9–11,8 centiméteres faroktolla is), testtömege 12–17 gramm, a tojó 13–14 centiméter és 10,2–12 gramm.
|  |

## Életmódja
Főleg nektárral táplálkozik.

## Természetvédelmi helyzete
Az elterjedési területe rendkívül nagy, egyedszáma viszont csökken, de még nem éri el a kritikus szintet. A Természetvédelmi Világszövetség Vörös listáján nem fenyegetett fajként szerepel.